# Hadena adriana
Hadena adriana är en fjärilsart som beskrevs av Karl Schawerda 1921. Hadena adriana ingår i släktet Hadena och familjen nattflyn. Inga underarter finns listade i Catalogue of Life.